# Austrothaumalea tonnoiri
Austrothaumalea tonnoiri är en tvåvingeart som beskrevs av Günther Theischinger 1986. Austrothaumalea tonnoiri ingår i släktet Austrothaumalea och familjen mätarmyggor. Inga underarter finns listade.